# Paride (nome)
Paride  è un nome proprio di persona italiano maschile.

## Varianti
- Maschili: Paris[1][2], Parisio[1][2], Parise[1][2], Pariso[2], Parigi[1][2]
  - Alterati: Parisino[1][2], Parigino[1][2]
- Femminili: Parida[1], Parisa[1][2], Parisia[2]
  - Alterati: Paridina[1], Parisina[1][2], Parigina[1][2]

### Varianti in altre lingue
- Catalano: Paris[4]
- Francese: Pâris
- Greco antico: Πάρις (Páris)[1][2][3]
- Inglese: Paris[5][6]
  - Femminili: Paris[5]
- Latino: Paris[1][2], Parisius
- Polacco: Parys, Paryzjusz
- Portoghese: Páris
- Spagnolo: Paris[4]
- Ungherese: Parisz

## Origine e diffusione
Si tratta di un nome di tradizione classica, ripreso da quello di Paride, l'eroe della mitologia greca che rapì la principessa Elena causando la guerra di Troia, durante la quale uccise Achille per essere poi ucciso da Filottete. L'etimologia del nome, in greco Πάρις (Páris), è oscura e forse pregreca, ittita o luvia, sebbene siano state ipotizzate anche connessioni a termini greci come πήρα (pḗra, "zaino", "saccoccia") e παρίημι (paríēmi, "passare a fianco").
In Italia il nome è diffuso in varie forme, con tradizioni onomastiche differenti. Quelle in Parid-, di stampo rinascimentale o contemporaneo, richiamano direttamente l'eroe greco, anche grazie all'aiuto dell'opera di Gluck del 1817 Paride ed Elena, e sono attestate al Centro-Nord, oltre che nella Campania settentrionale, dove si venera un leggendario san Paride. Le forme in Paris- sono invece tipiche della Toscana, e riprendono anch'esse la figura mitologica, mutuandola però dai cicli cavallereschi francesi tardomedievali (in particolare il Romanzo di Troia di Benoît de Sainte-Maure), dove l'eroe si chiama appunto "Paris". Di provenienza ancora diversa la forma femminile Parisina, di matrice teatrale e letteraria, popolarizzata dalla Parisina di Byron (1816) e ripresa nell'omonima tragedia di D'Annunzio musicata da Mascagni (1913). Le varianti in Parig-, infine (e, in parte, anche quelle in Paris-), sono nate per incrocio col nome della capitale francese di Parigi (la quale deve il suo nome ad un'antica tribù celtica che abitava la zona, i Parisii); a partire dal XIX secolo, il nome francese e inglese della città (Paris) è stato direttamente adottato come nome, specialmente nei paesi anglofoni.

## Onomastico
L'onomastico può essere festeggiato il 5 agosto in memoria di san Paride, leggendario primo vescovo di Teano, oppure l'11 giugno in onore di san Parisio, monaco, eremita e sacerdote camaldolese presso Treviso.

## Persone

Paride Baccarini

Paride Stefanini

- Paride da Ceresara, umanista, poeta e astrologo italiano
- Paride Andreoli, politico sammarinese
- Paride Baccarini, pittore, architetto e partigiano italiano
- Paride Brunetti, partigiano, ingegnere e ufficiale di carriera italiano
- Paride Calonghi, attore italiano
- Paride Cattaneo della Torre, presbitero e scrittore italiano
- Paride del Pozzo, giurista italiano
- Paride Dioli, entomologo, scrittore e giornalista italiano
- Paride Grassi, vescovo cattolico e teologo italiano
- Paride Grillo, ciclista su strada italiano
- Paride Lodron, arcivescovo cattolico austriaco
- Paride Pozzi, architetto italiano
- Paride Stefanini, chirurgo italiano
- Paride Suzzara Verdi, patriota, giornalista e politico italiano
- Paride Tumburus, calciatore e allenatore di calcio italiano

### Variante Parisio
- Parisio da Cerea, notaio e cronista italiano

### Variante Paris

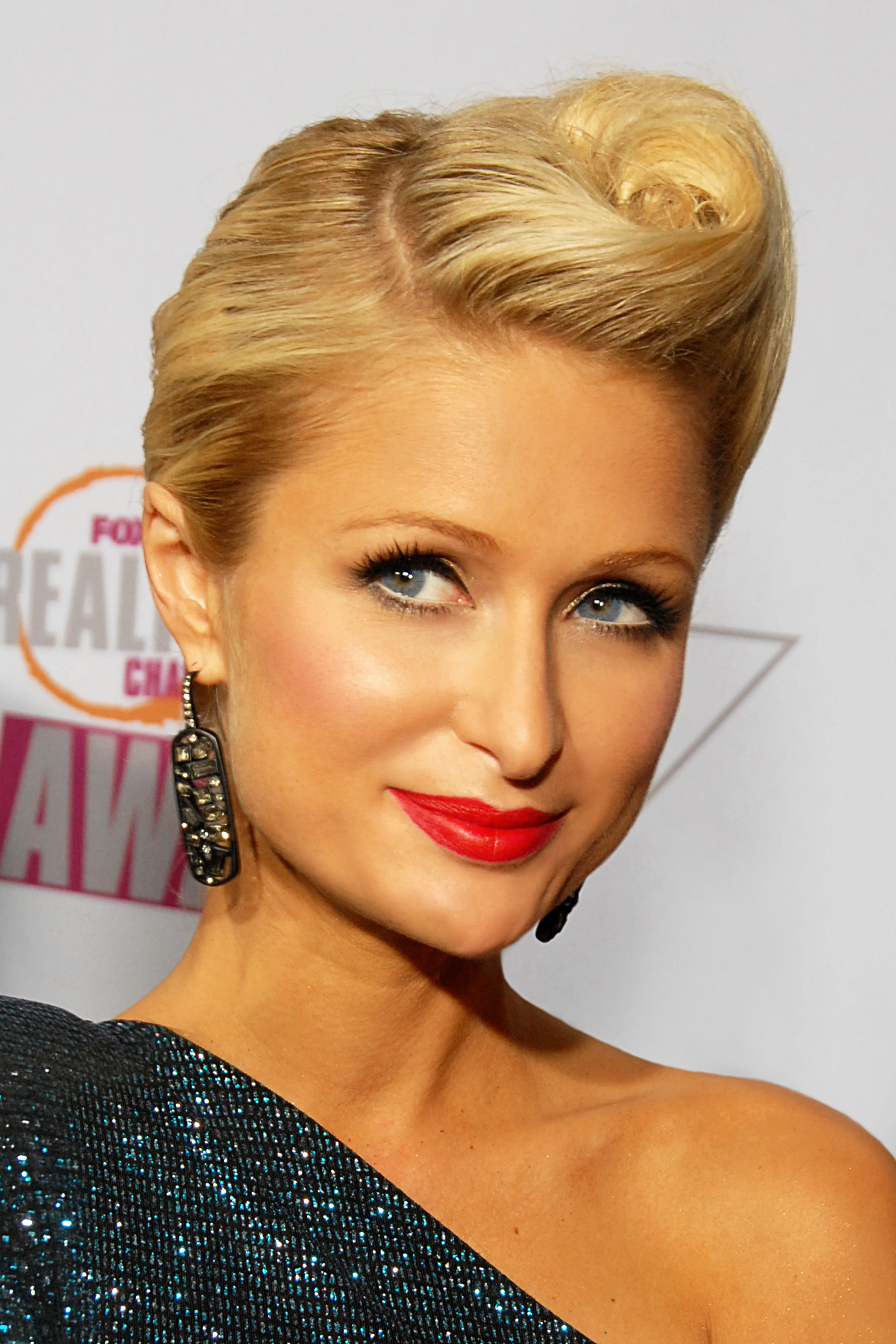
Paris Hilton

- Paris Francesco Alghisi, compositore e organista italiano
- Paris Barclay, produttore televisivo e regista statunitense
- Paris Bordon, pittore italiano
- Paris Maria Fossa, religioso e poeta italiano
- Paris Inostroza, schermidore cileno
- Paris Nogari, pittore italiano

### Variante femminile Paris
- Paris Grey, cantante statunitense
- Paris Hilton, modella, cantante, attrice, imprenditrice e stilista statunitense
- Paris Jackson, attrice, modella e cantante statunitense

### Variante femminile Parisina
- Parisina Malatesta, marchesa consorte di Ferrara

## Il nome nelle arti
- Paride è un personaggio della tragedia di Shakespeare Romeo e Giulietta.
- Paris Carver è un personaggio del film del 1997 Il domani non muore mai, diretto da Roger Spottiswoode.
- Paris Geller è un personaggio della serie televisiva Una mamma per amica.
- Parisina d'Este è un personaggio dell'opera omonima di Gaetano Donizetti.